# Nyugat-Szahara címere
Nyugat-Szahara címerének központi eleme két puskacső, amelyeknek a csövéből egy-egy nemzeti zászló lóg alá. Felül helyeztek el egy vörös félholdat és csillagot, az emblémát két olajág fogja közre. Alul, piros szalagon az ország mottója olvasható.